# Fortifications de la porte Pairolière
Les fortifications de la porte Pairolière faisaient partie des fortifications de la ville basse de Nice. Aujourd'hui les vestiges se trouvent en sous-sol, entre les places Jacques Toja et Garibaldi.

## Historique

### Premières fortifications de la ville basse
Les archives de la ville ne font pas mention de fortifications de la ville basse avant 1359. En 1323, le comte de Provence fait  faire une visite des fortifications des côtes de Provence dont il reste le procès-verbal.
On trouve après 1359 des actes qui prouvent que les Syndics payèrent des indemnités aux Franciscains, aux Dominicains, et à différents particuliers pour les dommages causés à leurs propriétés par la construction des fortifications nécessitées par la guerre. On trouve ces informations dans les comptes des clavaires de la ville entre 1422 et 1433.
Le procès-verbal de 1323 demande «que l'on fasse une bonne porte» à proximité du couvent des Augustins qu'il appelle porte des Augustins. Il reste de cette première construction trois murs sur 3 mètres de hauteur, probablement le reste d'une tour carrée, peut-être déjà réalisée au moment de cette première visite, vers la fin du XIIIe siècle ou au début du XIVe siècle.
La ville basse a eu quatre portes : porte de la Marine qui s'est aussi appelée porte de la Gabelle, porte Saint-Éloi puis porte Neuve, porte du Pont et porte Pairolière. La porte Pairolière se trouvait à l'extrémité de la rue Pairolière qui a pris son nom des chaudronniers ou pairoliers qui habitaient cette rue.
Les fortifications ont été renforcées, la tour chemisée à sa base, probablement dans les années 1356-1360 qui voit la construction de défenses autour des villes de Provence. La fortification du XIVe siècle finit par englober les couvents des Dominicains et des Franciscains, mais pas ceux des Carmes et des Augustins. Une tour ronde a été construite, en même temps qu'une reprise de la fortification située au niveau du couvent des Dominicains, vers 1380, d'après les archives de la ville. D'autres tours circulaires ont été construites vers 1380 pour renforcer les fortifications, probablement à la demande du sénéchal de Provence, avant la dédition de Nice à la Savoie. La porte Pairolière, bâtiment rectangulaire, a été reconstruite après la tour circulaire, contre elle. Un fossé protégeait la porte à laquelle on accédait par un pont-levis.

### Renforcement des fortifications auXVesiècle
L'arrivée des comtes de Savoie à Nice va entraîner un siècle de renforcement des fortifications pour faire face à l'apparition de l'artillerie. Un ravelin rectangulaire est construit devant la porte et s'appuyant sur la tour Pairolière. Il est percé de fenêtres de tirs dont certaines sont munies d'encoches axiales de visée. Ces fenêtres ne sont pas prévues pour des canons. Les textes du XVIe siècle parlent d'«arbalétrières». Un retable de Louis Bréa représente la porte Pairolière et la tour, vers 1516.

### Premier bastion
Les fouilles ont montré qu'il a existé un premier bastion pour protéger la porte Pairolière construit avant le siège de Nice en 1543.
La construction de l'ouvrage dans les registres communaux avant 1516 n'est pas mentionnée. Il manque ces registres entre 1516 et 1530. On peut donc faire l'hypothèse que la construction de ce bastion a commencé dans les dernières années de la décennie après 1520. Le bastion a été construit sur le glacis permettant la du ravelin[incompréhensible]. Un texte qui était resté manuscrit d'Antoine Fighera donne une date d'achèvement de 1536-1537. L'orillon devait faire partie de ce premier bastion comme le suggère un plan de 1550. Les fouilles n'ont permis de retrouver que trois éléments de ce bastion.
On peut rapprocher la construction de ce bastion d'opérations de construction du front nord de la fortification du château de Nice, réalisée par l'architecte Andrea Bergante de Verrua entre 1517 et 1520, et d'une partie du rempart près de la porte du Pont.
Le bastion porte des traces du siège de 1543 avec des impacts de boulets.

### Second bastion

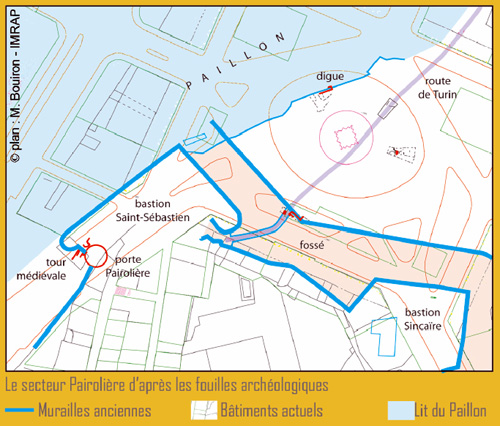
Le bastion devant l'ancienne porte Pairolière avec le tracé actuel des rues

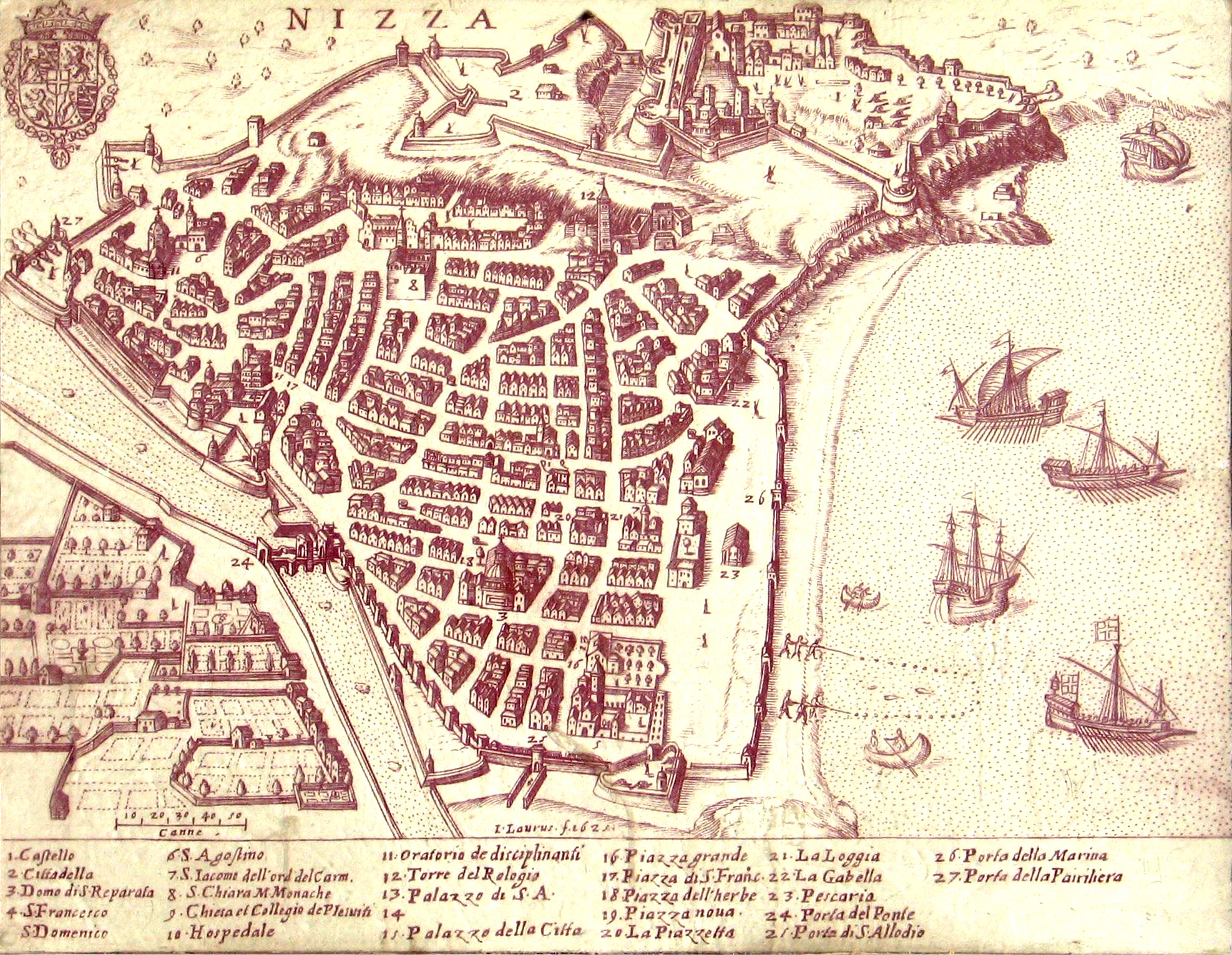
Vue de la ville de Nice, en 1624. Le bastion de la porte Pairolère se trouve en haut, à gauche, près du Paillon

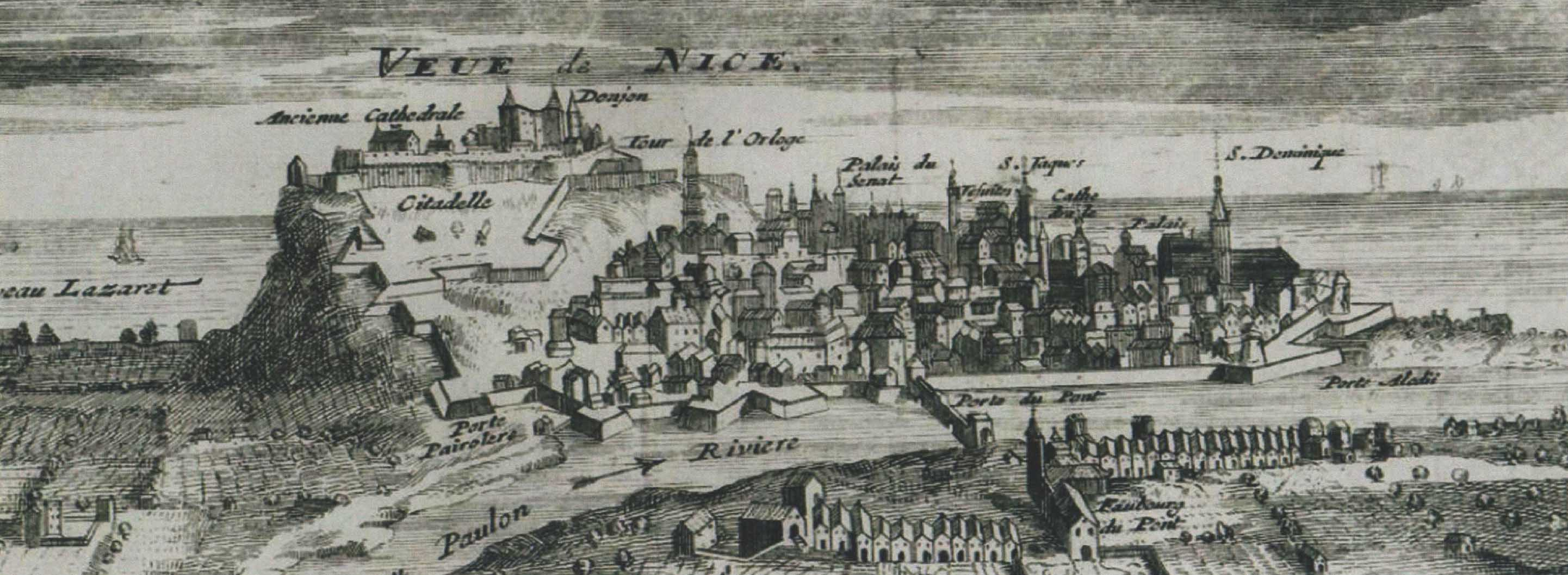
Vue de Nice 1691 : le bastion Pairlotière est à gauche, près du Paillon, avant le siège de 1691

Un texte de 1570 ordonne de faire des travaux sur les bastions. C'est donc à partir de cette date que le bastion est agrandi en construisant un second bastion contre le premier, probablement uniquement sur sa face nord-est. Le plan appelé Le Laurus, datant d'après 1560 sur lequel on peut voir les nouvelles fortifications du château  réalisées par Francesco Paciotto, ne montre plus la tour, comme le plan de G. Baldoino datant de 1610. Sur un dessin d'Ercole Negro, comte de Sanfront, de la fin du XVIe siècle, montrant l'existant et un état projeté, la tout Pairolière a sensiblement la même hauteur que l'orillon situé à proximité.
En 1600, le duc de Guise, gouverneur de Provence, à la tête de 4 000 hommes a essayé de pénétrer dans Nice par la porte de la Marine et a failli y être fait prisonnier par le fils du premier Consul. Il fait une seconde tentative infructueuse, en 1629, pendant la guerre de Succession de Mantoue.
Le dessin d'Ercole Negro montre les travaux qui ont été faits dans la partie avancée du bastion, entre 1611 et 1616.

### Démolition du bastion Pairolière

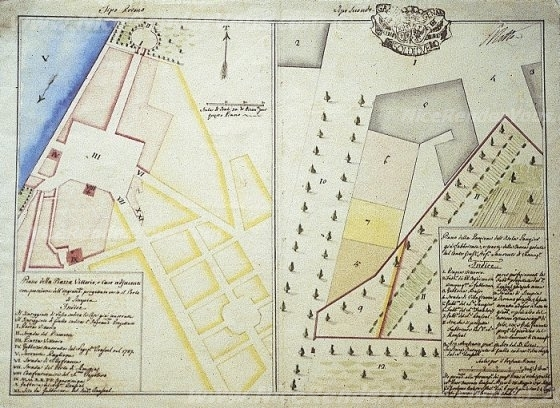
Les plans d'aménagement de la place Vittoria. La rue Pairolière est en bas à gauche. L'ancienne porte a disparu

Pendant la guerre de Succession d'Espagne, le maréchal de la Feuillade met le siège de Nice en 1705. Après la prise de la ville basse, alors que le château résiste toujours, les fortifications de la ville basse sont détruites. Nice reste sous la domination de la France jusqu'aux traités d'Utrecht (1713). Les fortifications du château sont détruites sur ordre de Louis XIV, en 1706.
Une nouvelle enceinte est construite vers 1717-1720, mais son manque d'efficacité fit que Nice fut de nouveau prise en 1744, pendant la guerre de Succession d'Autriche. 
L'augmentation de la population de Nice qui passe de 12 000 habitants au XVIIe siècle à 30 000 à la fin du XVIIIe siècle, qui a nécessité d'étudier des plans d'aménagement de la ville prévoyant de nouveaux quartiers. 
C'est dans la seconde moitié du XVIIIe siècle qu'un projet d'agrandissement de la ville de Nice est adopté qui comprend le creusement du port Lympia et l'aménagement d'un quartier à l'est du château, entre le port et la Paillon. L'aménagement de la place Vittoria, actuelle place Garibaldi, au nord de la ville, au débouché de la route de Turin, qui va enlever tout intérêt militaire à la porte Pairolière. En 1783 on travaille à la nouvelle porte Pairlotière. Il n'en reste plus qu'un simple arc gothique en 1825.

### Fouilles
La porte Pairolière a été fouillée pendant les travaux de construction du tramway de Nice, près de la place Garibaldi. La fouille, sur 2 000 m² a permis de mettre au jour les structures de cette partie nord-est des défenses de la ville basse.
Ces vestiges sont inscrits au titre des monuments historiques par arrêté du 11 septembre 2009 puis classés par arrêté du 13 mars 2012.